# Sanford (cràter)
Sanford és un cràter d'impacte localitzat a l'hemisferi nord de la cara oculta de la Lluna. Es troba al sud-sud-est del cràter Klute, i just a l'oest-nord-oest de Teisserenc. Al sud-oest es troba Joule.

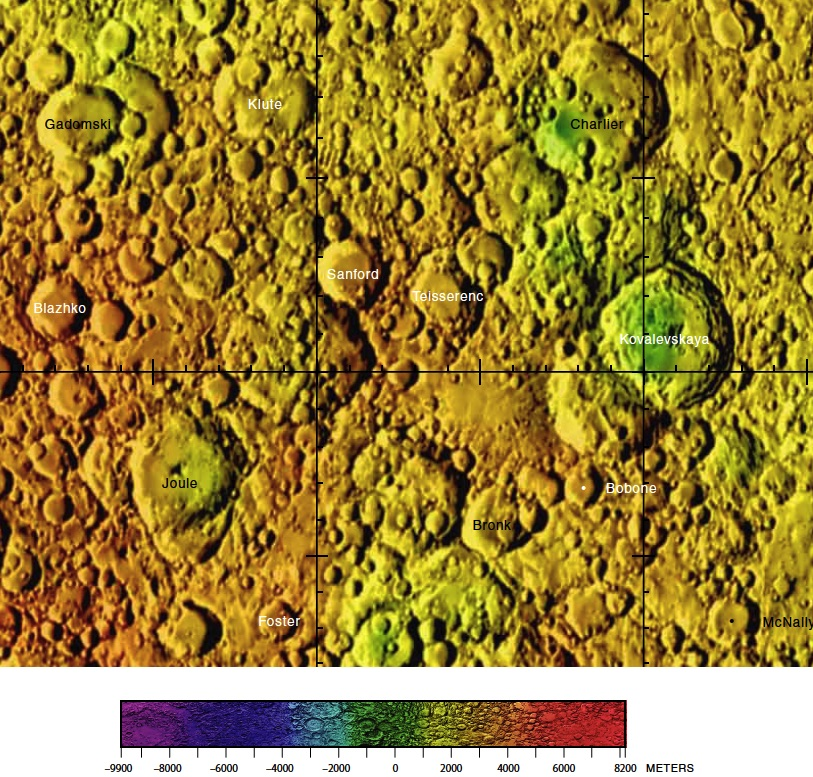
Localització de Sanford (centre de la imatge)
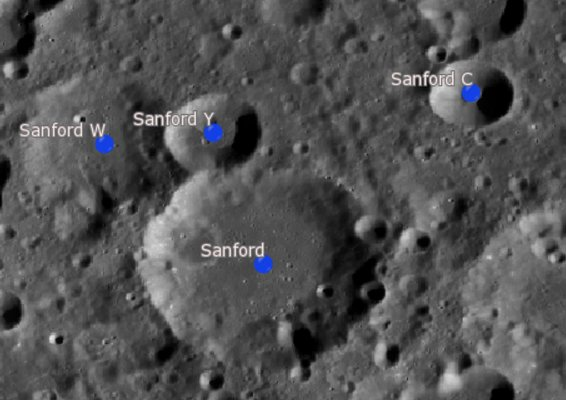
Cràters satèl·lit
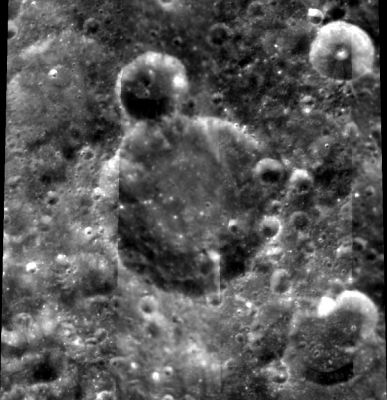
Fotografia de la missió Clementine (1994)

És una formació circular, amb una vora exterior desgastada. Un parell de petits craterets jeuen sobre el sector est de la vora, i el cràter satèl·lit Sanford I apareix unit a la vora exterior al seu costat nord-nord-oest. Solapats pel sud apareixen allò que poden ser les restes d'un cràter sense nom més gran, considerablement erosionat.

## Cràters satèl·lit
Per convenció aquests elements són identificats en els mapes lunars posant la lletra en el costat del punt central del cràter que està més proper a Sanford.
| Sanford | Coordenades                            | Diàmetre |
| ------- | -------------------------------------- | -------- |
| C       | 34° 06′ N, 137° 00′ O / 34.1°N,137.0°O | 18 km    |
| T       | 32° 42′ N, 143° 18′ O / 32.7°N,143.3°O | 43 km    |
| W       | 33° 42′ N, 140° 12′ O / 33.7°N,140.2°O | 38 km    |
| Y       | 33° 42′ N, 139° 12′ O / 33.7°N,139.2°O | 22 km    |